# جان اسپنسر اوارت
جان اسپنسر اوارت (انگلیسی: Spencer Ewart؛ ۲۲ مارس ۱۸۶۱ – ۱۹۳۰) فرد نظامی اهل بریتانیا بود. وی همچنین برندهٔ جوایزی همچون نشان حمام شده‌است.